# Les Joueurs d'échecs (Daumier)
Pour les articles homonymes, voir Les Joueurs d'échecs.
Les Joueurs d'échecs ou Joueurs d'échecs, est un tableau peint par Honoré Daumier entre 1863 et 1867. Il est conservé au Petit Palais, musée des beaux-arts de la ville de Paris.
Le tableau présente deux hommes, probablement un père et son fils, absorbés dans une partie d'échecs. Le joueur le plus âgé, vu de dos, est sur la défensive.

## Provenance
Le tableau a appartenu à Eugène Jacquette jusqu'en 1899, puis au Musée des beaux-arts de la ville de Paris.

## Date
Les sources situent la création du tableau entre 1863 et 1867.